# Med anledning av
Med anledning av är ett album från 2002 av den svenska ragga/hiphop-gruppen Svenska Akademien. Kändaste låten på albumet är nog "Den elfte".

## Låtlista
1. "Historiens slut" (med Sven Vikokel) – 1:45
2. "Rötter" – 3:48
3. "Mål i mun" – 3:10
4. "Talande tystnad" – 3:44
5. "Tankebrott" – 2:13
6. "D.N.E.P." – 4:07
7. "En helt annan sak" – 4:15
8. "GeneralKnas" – 1:49
9. "Kärlekssoldater" – 3:27
10. "Vår anledning" (med Inca) – 1:46
11. "Den elfte" – 5:16
12. "Språkets funktion" (med Leia Gärtner) – 4:08
13. "Landets krona" (med Kristoffer Hellman) – 3:44
14. "Sture Allén den yngre" – 1:55
15. "Den obligatoriska slagdängan" (med Leia Gärtner) – 3:34
16. "Framtidens början" – 2:25

- Texter: Carl-Martin Vikingsson (spår 1–16), Ivan Olausson-Klatil (spår 1–16), Kristoffer Hellman (spår 13), Leia Gärtner (spår 12)